# Euskera roncalés

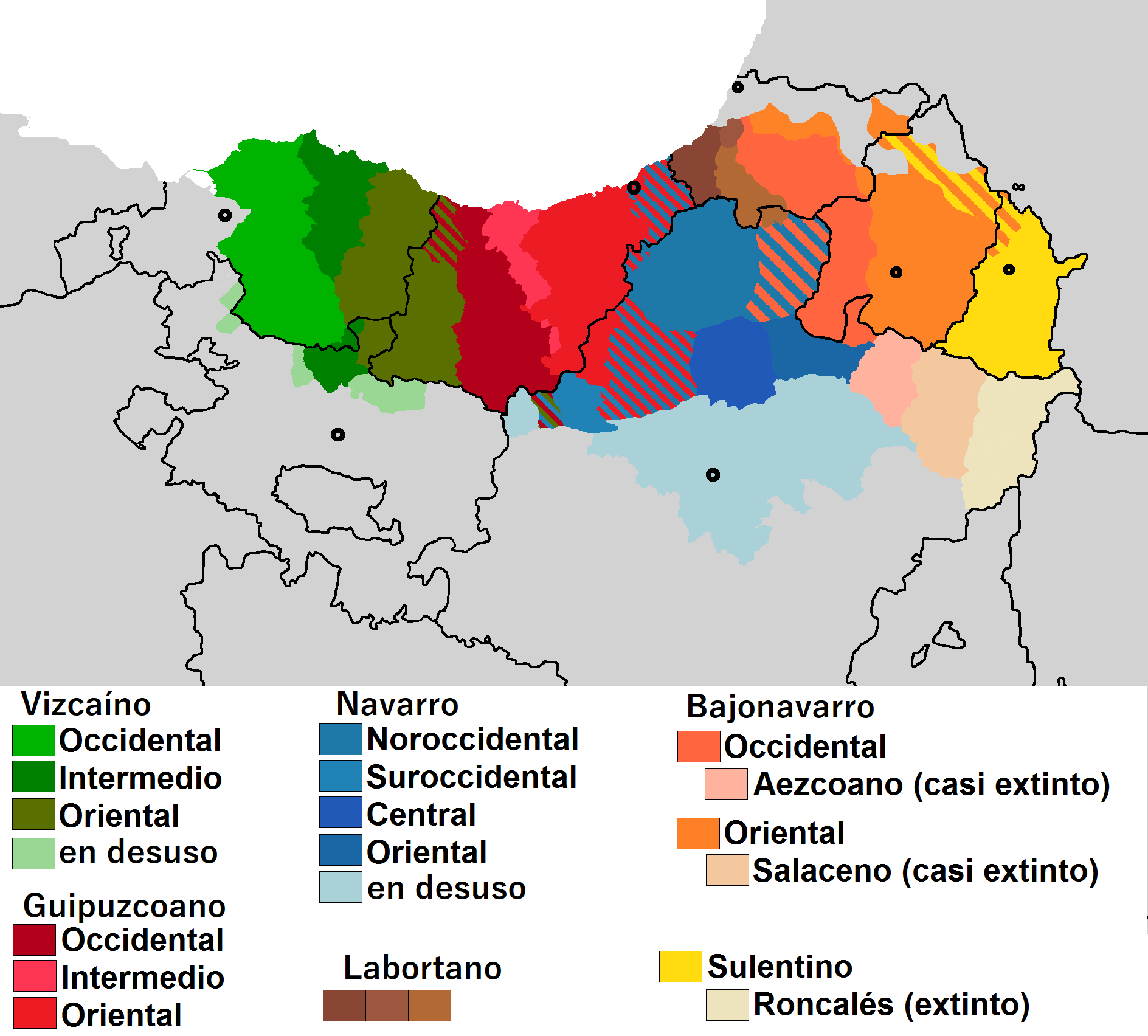

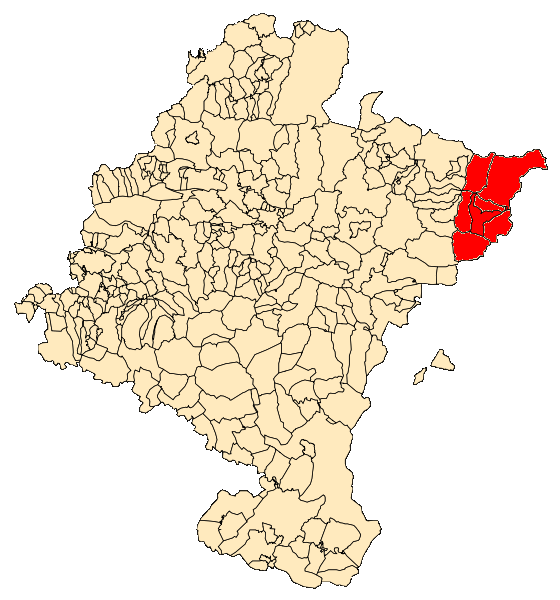
Valle del Roncal.

El euskera roncalés (en roncalés, erronkariko uskara; en euskera batúa, erronkariko euskara o erronkariera) fue un dialecto del euskera que se habló en el valle de Roncal (Navarra) hasta su desaparición a finales del siglo XX.
Se sabe que se usaba de manera habitual a finales del siglo XIX, y que su desaparición se aceleró a partir de 1876 debido a las restricciones en el uso del euskera. Su última hablante nativa fue Fidela Bernat, nacida en 1898 en Uztárroz y fallecida en 1991 en Pamplona.
Otro hablante que tuvo gran importancia para este dialecto fue Ubaldo Hualde, fallecido el 31 de julio de 1967, la última persona que además de hablar el dialecto roncalés sabía escribirlo. José y Bernardo Estornés, Koldo Mitxelena o Juan San Martín fueron algunos de los lingüistas que visitaron a Ubaldo antes de su muerte, para dejar constancia de todos los datos que se pudiera acerca de este dialecto. Ubaldo Hualde también conocía las variantes de otras zonas del Roncal como Uztárroz, Vidángoz o Garde.
El lingüista francés Louis Lucien Bonaparte lo catalogó en el siglo XIX como un subdialecto del suletino, mientras que Resurrección María de Azkue comprendió que conforma un dialecto per se del euskera. Según la distribución moderna de los dialectos vascos realizada por Koldo Zuazo en 1998, el dialecto navarro oriental ha estado formado por dos subdialectos: el hoy muy débil salacenco y el desaparecido roncalés, siendo el euskera del Valle de Aézcoa un habla de transición entre el navarro oriental y el euskera alto-navarro.   
Entre las personas que han cultivado el uskara roncalés se puede citar a Prudencio Hualde (Vidangoz, 1823-1879), traductor del evangelio según San Mateo por encargo de Bonaparte y autor de una Doctrina Cristiana. Mariano Mendigatxa (Vidangoz, 1832-1916) también colaborador de Bonaparte y posteriormente de Resurrección María de Azkue, autor de numerosas cartas en las que relata aspectos de la vida de su pueblo, cuentos, canciones... El prolífico Bernardo Estornes Lasa (Isaba, 1907 - San Sebastián, 1999) también escribió alguna narración en uskara roncalés; al igual que sus hermanos Jose Estornes Lasa, autor de un método para enseñar el idioma en las escuelas muy conocido en el valle. Y Mariano Estornes Lasa, que publicó un diccionario castellano-uskara roncalés.
En la Fonoteca de Navarra existen grabaciones de entrevistas a disposición de cualquier persona realizadas en esta variedad dialectal.

## Vocabulario
| Roncalés          | Salacenco    | Euskera batúa | Castellano |
| ----------------- | ------------ | ------------- | ---------- |
| Alkea             | Alkea        | Lotsa         | Vergüenza  |
| Biarria           | Begarria     | Belarria      | Oreja      |
| Bilua / Ilia      | Biloa / Ilea | Ilea          | Pelo       |
| Bortz             | Bortz        | Bost          | Cinco      |
| Burduña / Burruña | Burriña      | Burdina       | Hierro     |
| Erran             | Erran        | Esan / Erran  | Decir      |
| Gra               | Gra          | Gara          | Somos      |
| Kaur              | Kau          | Hau           | Esto/a     |
| Irur              | Irur         | Hiru          | Tres       |
| Lantxerra         | Lañoa        | Lainoa        | Niebla     |
| Onki xin          | Ongi xin     | Ongi etorri   | Bienvenido |
| Orena             | Orona        | Ordua         | Hora       |
| Orzilaria         | Orzilaria    | Ostirala      | Viernes    |
| Neskeneguna       | Neskeneguna  | Larunbata     | Sábado     |

### Roncalés
Solo! Aitareki ez kainbeste, amareki eta tia bat bigunien, amaren aizpa, erraitan zeia guzia uskaraz, eta nik pues kolaxet ikasi nien. Eta orai dun, ene amak, bizi nun ni ogeitalaur urte obro ezik ama, bizi niela, eta eztiar elerrainan eurkereki, korren… erraitan diela abuelareki…

### Euskera batua
Soilik! Aitarekin ez hainbeste, amarekin eta izeba bat baikenuen, amaren ahizpa, erraten zidaten guztia euskaraz, eta nik ba horrelaxe ikasi nuen. Eta orain dun, ene amak, bizi naun ni ama baino hogeitalau urte gehiago, bizi niela, eta eztut hitz eginen inorekin, horren… erraten dudala amonarekin…

### Castellano
¡Solamente! Con el padre no tanto, con la madre y teníamos una tía, hermana de la madre, todo me lo decían en vasco, y yo pues así lo aprendí. Y ahora, mi madre, vivo veinticuatro años más que mi madre, he vivido, y no lo hablo con nadie, así que... quiero decir con la abuela...